# Liandu
Liandu léase Lián-Du (en chino simplificado, 莲都区; pinyin, Liándū qū) es un distrito urbano bajo la administración directa de la ciudad-prefectura de Lishui. Se ubica en la provincia de Zhejiang, este de la República Popular China. Su área es de 1493 km² y su población total para 2010 superó los 400 mil habitantes.

## Administración
El distrito de Liandu se divide en 15 pueblos que se administran en 6 subdistritos, 4 poblados, 4 villas y 1 villa étnica.